# Cia Baiana de Patifaria
A Cia Baiana de Patifaria - Uma Companhia de Teatro é um grupo teatral de comédia brasileiro, sediado em Salvador, fundado no ano de 1987. Chegou a anunciar o encerramento de suas atividades em dezembro de 2021 por falta de apoio do poder público durante a pandemia de COVID-19 no Brasil.

## Histórico
O grupo foi formado por dois atores — Moacir Moreno e Lelo Filho — em 1987. Ainda de forma amadorística, procurava ocupar um espaço no cenário artístico da capital baiana. Sua primeira montagem, que estreou em 4 de junho daquele ano - "Abafabanca" - ficou quase um ano em cartaz.
Já em 1988 a segunda montagem do grupo — A Bofetada — tornou-se um sucesso não apenas no cenário local, tendo percorrido em vinte anos mais de quarenta cidades brasileiras. Seu elenco, que se auto-nominam de patifes, é formado por homens e sofreu diversas alterações ao longo do tempo. Em 1992, o ator Wilson de Santos integrou o elenco da Companhia.
Entre 1994-98 encenaram, sob direção de Wolf Maia, a peça Noviças Rebeldes, onde interpretavam freiras. Na mídia local chegaram a fazer comerciais, assim caracterizados.
Em dezembro de 2021 o ator Lelo Filho anunciou o fim da companhia, em decorrência das dificuldades enfrentadas pelo grupo durante a pandemia de COVID-19. Graças a uma parceria entre a trupe e a Fundação Gregório de Mattos, em Salvador, voltaram à cena em 2022 e já tem estreia marcada em janeiro na temporada de verão 2023, no Teatro Módulo com o espetáculo Fanta & Pandora, uma folia de verão.